# بوريليا أفزلية
بوريليا أفزلية (الاسم العلمي: Borrelia afzelii) هي نوع من البكتيريا تتبع جنس البوريليا من الفصيلة البوريلية.